# Hörde (dzielnica)
Hörde, Dortmund-Hörde — dzielnica miasta Dortmund w Niemczech, w kraju związkowym Nadrenia Północna-Westfalia, w okręgu administracyjnym Hörde.